# Ród Nakatomi
Nakatomi (中臣氏 Nakatomi-uji) – jeden z wielkich rodów arystokratycznych w Japonii, odgrywał szczególną rolę od okresu Yamato do okresu Nara.
Nakatomi, obok rodu Inbe, byli jednym z dwóch klanów kapłańskich, które nadzorowały centralne obrzędy shintō. Tradycja głosi, że wkrótce po rozpoczęciu panowania przez cesarza Jimmu ustanowiono kapłański urząd mistrza ceremonii (saishu) i godność ta była od początku piastowana przez członka klanu Nakatomi (do VIII w.). Chociaż pod względem materialnym ród Nakatomi nie należał do najpotężniejszych, to pod względem duchowym zajmował wraz z rodem Inbe drugie miejsce po domu cesarskim.
Szczególnie ważnym rytuałem, którym kierował przywódca rodu, był obrzęd oczyszczenia (ō-harai) odbywający się dwa razy w roku. W czasie uroczystości dziedziczny, najwyższy kapłan (z klanu Nakatomi) prosił kami o oczyszczenie dusz wszystkich ludzi.
W VI w. Nakatomi wraz z klanem Mononobe przeciwstawiali się rodowi Soga, który był zwolennikiem wprowadzania buddyzmu.
Z rodu Nakatomi wywodzi się klan Fujiwara, założony przez Kamatariego Fujiwarę (Nakatomi no Kamatari zwany po śmierci Fujiwara no Kamatari, 614–669).  Z czasem Fujiwarowie stali się najbardziej wpływowym rodem japońskim okresu Heian.